# ماريا بيريز
ماريا بيريز (7 سبتمبر 1992 - ) هي لاعبة كرة قدم كوبية في مركز الوسط. شاركت مع منتخب كوبا الوطني لكرة القدم للسيدات.

## وصلات خارجية
- ماريا بيريز على موقع قاعدة بيانات كرة القدم.إي يو (الإنجليزية)
- ماريا بيريز على موقع Soccerway.com (الإنجليزية)